# Miklós Szécsi
Miklós Szécsi (1320-1387) est un homme politique et un militaire du royaume de Hongrie. Il fut notamment palatin de Hongrie et ban de Croatie.

## Biographie
Membre de la famille Szécsi, Miklós est le fils de Péter, főispán de Nógrád et fondateur de la branche de felsőlindva.
Miklós épouse Margit Debreceni, petite fille du palatin  Dózsa Debreceni. Il est maître de la table de 1336 à 1342. Il est ensuite ispán de Nógrád, Sáros et Szepes ainsi que commandant (várnagy) du Château de Spiš et de celui de Sáros.
En 1345 Louis Ier de Hongrie l'envoie en Pologne lorsque les Tchèques assiègent Cracovie. Il participe en 1350 à la seconde campagne de Naples du roi Louis, et à celle de 1352 contre les païens de Lituanie. Après un long siège, toutes les attaques hongroises sont repoussées. Szécsi y est lui-même blessé. Après son retour, il est főispán de Krassó (1354), de Vas et de Pozsony (1381-1382) et de Zala (1383). Il suit le roi à Rome en 1370.
Il est nommé plusieurs fois ban de Croatie et de Slavonie : en 1346, de 1358 à 1366, de 1374 à 1375 et de 1375 à 1380. Il est ban de Slavonie de 1366 à 1368, de 1372 à 1373, en 1369 pour trois ans et en 1381. Il est palatin de Hongrie entre 1385 et 1386. Il fut également juge suprême du Royaume de Hongrie de 1355 à 1359, de 1369 à 1372 puis de 1381 à 1384.

## Sources
- László Markó: A magyar állam főméltóságai Szent Istvántól napjainkig. Életrajzi Lexikon p. 253. ("Les hauts officiers de l’État hongrois de Saint-Étienne à nos jours" - Encyclopédie biographique) ; Helikon Kiadó Kft., 2006, Budapest;  (ISBN 963-547-085-1)